# Einer gegen das Imperium
Einer gegen das Imperium (Originaltitel: Il mondo di Yor) ist ein Fantasyfilm, den der Regisseur Antonio Margheriti 1983 nach einer argentinischen Comic-Vorlage drehte. Deutsche Erstaufführung war am 16. März 1984.

## Handlung des Films
In nicht näher definierter ferner Zukunft (der deutsche Trailer spricht jedoch aus Marketinggründen von „Vor langer Zeit in einer weit, weit entfernten Galaxis“.) macht sich Yor, ein Jäger aus den Bergen, auf die Suche, um das Geheimnis seiner Herkunft aufzuklären. Ihn begleiten seine Gefährtin Ka-Laa, die er aus der Gewalt brutaler Höhlenmenschen rettete, die unglücklicherweise ihren friedlichen Stamm auslöschten, und deren väterlicher Freund Pag. Unterwegs müssen sie sich gegen feueranbetende Wüstenbewohner durchsetzen, sich des Angriffs der auf Rache sinnenden Überlebenden der Höhlenmenschen erwehren und eine bedrohliche Riesenechse erlegen. Schließlich gelangen sie auf eine hochtechnisierte Insel, deren Bewohner die Überlebenden der atomaren Katastrophe sind, welche dafür verantwortlich ist, dass die Welt in prähistorische Zustände zurückfiel. Der Herrscher der Insel nennt sich selbst Der Höchste und befehligt eine Armee von Androiden, auf denen seine unumschränkte Macht basiert. Er beabsichtigt, die Welt mit perfekten Wesen zu besiedeln, welche eine Kreuzung aus Menschen und Maschinen sein sollen. Zu diesem Zweck wünscht er Yor zu sezieren, um ihm genetisches Ausgangsmaterial für diese Schöpfungen zu entnehmen. Die Menschen der Insel wissen jedoch, dass Yor in Wahrheit der Sohn eines entflohenen Rebellen ist, auf dessen Rückkehr sie bereits lange warten und wollen nun, mit ihm an der Spitze, den Aufstand gegen den Höchsten wagen. Der Aufstand ist erfolgreich, die Insel mitsamt dem Höchsten und seinen Androiden wird von einer Atomexplosion zerstört, während Yor mit seinen Gefährten und den wenigen verbliebenen Inselbewohnern aufs Festland zurückkehrt, um dort den Grundstein für eine akzeptable Zukunft der Menschheit zu legen.

## Hintergrund
Der Film entstand als Fernsehproduktion mit vier Teilen, die jeweils 50 Minuten lang waren. Die bekannte Version ist ein Zusammenschnitt fürs Kino.
Einer gegen das Imperium erlangte einen sehr hohen Bekanntheitsgrad, weil er unter Cineasten zu den bizarrsten B-Filmen überhaupt zählt. Grund dafür ist der leicht als absurd zu empfindende Genre-Mix: Einer gegen das Imperium beginnt als Fantasy-Film mit Anklängen an das durch die Conan-Filme geprägte Barbaren-Genre, um nach etwas mehr als der Hälfte der Zeit unvermittelt in Science-Fiction umzuschlagen. Der Höchste gebietet über ein Heer von Androiden, das aus Darth-Vader-Klonen zu bestehen scheint und spricht, ohne erkennbaren Grund, mit derselben maschinell-röchelnden Stimme wie dieser Charakter aus Star Wars. Verstärkt wird die Seltsamkeit durch den deutlich zu erkennenden geringen Aufwand, mit dem der Film produziert wurde. So muss eine gewöhnliche, teilweise im Stil der 1970er Jahre holzgetäfelte Schaltzentrale eines normalen Kraftwerks das Steuerungszentrum der Insel darstellen, wobei mehrmals ein normales elfenbeinfarbenes Telefon unübersehbar ins Bild kommt. Ein wie auch immer geartetes „Imperium“ taucht, entgegen dem deutschen Titel, nicht auf. Die Merkwürdigkeit und immerzu präsente Billigkeit des Films, der zudem mit einer großen Zahl von Handlungslöchern, ungeklärten Fragen und offensichtlichen Widersprüchlichkeiten aufwartet, haben den eigentlich durchaus ernst gemeinten Einer gegen das Imperium zu einem der unfreiwillig komischen B-Filme werden lassen, zu denen beispielsweise auch Plan 9 aus dem Weltall oder Ator II – Der Unbesiegbare gehören.
Regisseur Margheriti über seinen Film:
- „Ich habe immer eine Menge Spaß, wenn ich mir den Film nochmals ansehe, wirklich ein perfekter Partystreifen und so habe ich ihn eigentlich auch immer eingestuft.“[1]

## Kritik
„Mit IL MONDO DI YOR ist Margheriti ein ebenso unterhaltsames wie aufregendes Actionabenteuer gelungen, das fraglos einen der Höhepunkte italienischer Barbarenfilmkunst darstellt. Langweilige Momente gibt es kaum, es kracht und zischt an allen Ecken, und auch in seinem Spezialmetier – der Effektkunst – lässt Antonio sich nicht lumpen. Die vermutlich bereits in der Originalfassung nicht übermäßig kopflastigen Dialoge wurden von der deutschen Synchronisation noch mit einigen Esslöffeln puren Deliriums abgeschmeckt. Dies stünde einem schwedischen Grübeldrama kaum gut zu Gesichte, hier ist es allerdings das Salz in der Suppe!“

„Das muß man gesehen haben, um es zu glauben. Dies ist einer jener Filme, die das Genre so unwiderstehlich machen (…). Nur Fans können so etwas sehen, ein Kritiker würde das mit Recht als blanken Unsinn abtun.“

Das Lexikon des internationalen Films war weniger begeistert: „Uninteressante Mischung aus Sandalenabenteuer und Science-Fiction, die unverhohlen Genrevorbilder kopiert.“